# İmadaddin Nasimi
İmadaddin Nasimi (nom real i complet: Seyid Ali ibn Seyid Mahammad; 1369, Samaxi - 1417, Alep) fou un poeta àzeri, més conegut pel sobrenom İmadaddin Nasimi. Va rebre l'educació bàsica a Samaxi, estudià història de les religions, lògica, matemàtiques i astronomia.

## Vida
Se sap molt poc de la vida de Nasimi. Moltes fonts indiquen que el seu nom real era Imadaddin, però hi ha qui afirma que el seu nom era Ali o Omar. Alguns investigadors afirmen que nasqué a Samaxi i altres que a Tabriz, Bakú o Siraz. El seu pare, Seyid Mahammad, fou un dels personatges més coneguts de Shirvan. Nasimi va tenir un germà.
Degué viure a Samaxi. Escrigué poemes amb el pseudònim Shah Khandan i fou enterrat en un cementeri antic que té el mateix nom. En el període postislàmic, Samaxi esdevingué un dels centres culturals més importants. Hi havia moltes escoles, madrasses, i trobades de poesia i música. També hi havia biblioteques públiques i privades molt riques. Fora de la capital, a Melham, funcionava l'acadèmia mèdica Dar-uh Shafa, creada per l'oncle del famós poeta Khagani Shirvani, Kafiaddin, científic i metge. Durant molts anys Nasimi fou educat en aquest ambient.
Després dels seus estudis, Nasimi va entrar al servei de l'hurufi Fazlullah Naimi i aprofità el seu ensenyament. El va acompanyar en tots els viatges el seu mestre xeic Naimi. Nasimi es va casar amb la seua filla.
L'anàlisi de les seues obres mostra que Nasimi va rebre una educació a l'alçada de les universitats de la seua època. Estudià la filosofia clàssica oriental i grega antiga, així com la literatura; es va familiaritzar amb els fonaments de l'islam i el cristianisme, i va estudiar medicina, astronomia, astrologia, matemàtiques i lògica. Havia aprés idiomes i escrigué poemes en àzeri, persa i àrab. El seu àzeri es caracteritza per la riquesa i proximitat al discurs públic. En els seus poemes dominen els proverbis, dites populars i paraules sàvies. Els rubai’s de Nasimi són molt semblants als exemples de la poesia popular de l'Azerbaidjan, els bayati’s.
En la poesia de Nasimi apareixen sovint noms d'erudits i poetes coneguts de l'Azerbaidjan i d'altres països de l'Est. Entre ells hi ha Ibn Sina, Khagani, Nizami, Faleki, Mansur All Hallaj, Fazlullah Naimi, Sheikh Mahmud Shabustari, Ovhedi Maragai i altres.
Quan els hurufis foren pressionats per Tamerlà, Nasimi es va veure obligat a escapar i viure a l'Iraq, Turquia i Síria. Fou executat a la ciutat d'Alep per les seues idees hurufis.
İbnal-İmad Hanbali escriu sobre l'execució de Nasimi: “Ell era el xeic dels hurufis. Alep estava tranquil, però els seus partidaris es multiplicaren tant que el soldà va ordenar que l'assassinaren, li arrencaren la pell i el crucificaren.
Nasimi no sistematitzà les seues idees com un filòsof professional en tractats separats, perquè potser després de les obres filosòfiques i sufis àmplies de Miyanji i Ibn al-Arabí no calien més tractats en aquest context. Quant als fonaments teòrics de l'hurufisme, s'havien desenvolupat en les obres de Naimi.

## Art
Nasimi fa servir una gran riquesa del llenguatge en els seus gazals. A vegades el poeta hi utilitza sols arengues i repeticions expressives. Per exemple:
En mi continc dos mons, jo no cap en aquest món.
Soc l'essència sense lloc, però en existència no puc encaixar.
La poesia del poeta filòsof guanyà ràpidament popularitat a l'Àsia Central, Turquia i Iran. Per les seues creences el seu nom junt amb el d'Al-Hal·laj esdevé un símbol d'una devoció i coratge extraordinaris. Les seues obres es tradueixen a molts idiomes i els poetes l'imiten. Molts d'ells van patir tortures i fins i tot moriren per llegir els poemes de Nasimi al poble en veu alta i propagar les idees hurufistes.
En els primers anys de la seua activitat creativa Nasimi, igual que el seu mestre Naimi, defensa les idees de sufisme i continua ensenyant les doctrines del famós sufi sheikh Shibli. En aquesta etapa el poeta escriu les seues obres amb els pseudònims "Huseyni", "Seyid Huseyni” i "Seyid". Els ensenyaments del filòsof persa Al-Hal·laj del segle X tenien més proximitat a l'esperit de Nasimi. Va ser ell qui va dir per primera vegada “Jo soc Déu”. Per aquest tipus d'idees, considerades en aquella època d'incredulitat religiosa, Al-Hal·laj fou perseguit i, finalment, va acabar la seua vida en la forca.
Nasimi, que estava també disposat a sacrificar-se per les seues creences, admirava a Al-Hal·laj i el lloava en les seues obres. Fins i tot després de passar a l'hurufisme no va deixar d'admirar-lo. Es pot dir el mateix sobre el sufisme, al qual Nasimi fou lleial durant molt de temps.
Sobre això, Zumrud Guluzade escriu: "Al centre de la creativitat de Nasimi hi ha un Déu bell, del qual està enamorat el seu heroi líric, que el realça, perfecciona i il·lumina. El sentiment més sublim per a l'ésser humà és arribar al seu amat, unir-s'hi i esvair-se en ell.
Només aquest camí pot dur l'ésser humà a Déu, a la veritat. Després llegim: “Però gradualment, en la seua visió mundial, el sufisme fou reemplaçat per l'hurufisme. Això, es reflecteix en el canvi de les opinions panteistes del poeta. Al centre de les seues idees no hi ha l'amor i l'embriaguesa, sinó les lletres i la intel·ligència. A partir d'aquest moment, Nasimi creu en l'hurufisme creat per Naimi i el propaga, tot i que no coincidia completament amb les idees de Naimi”.
Cal assenyalar que el Divan de Nasimi el va publicar a l'Azerbaidjan Hamid Mahammadzade el 1972, després a l'Iran amb títol Fènix en la foscor de la nit per Seyid Ali Saleh; el 1968 per Huseyn Ahí; el 1980 en l'Editorial de Forughi i el 1972 per Nashri Nei, a instàncies de Jalal Pendari.
El director adjunt de l'Institut de Manuscrits Mahammad Fuzuli, el doctor en filologia Pasha Karimov va obtenir còpies de dos exemplars del Divan en la llengua materna del gran poeta àzeri de la Biblioteca Nacional d'Ankara. El primer Divan conté 83 pàgines i fou copiat en un manuscrit clar. El segon, de 308 pàgines, també està escrit amb un text organitzat. Aquest divan de Nasimi, entre altres obres escrites a mà, és un dels més grans. Al començament diu: "Divani-Hazret-Seyyid Nasimi qeddesesirulhul-aziz" (“Divan de Hazrat Seyid Nasimi (que descanse en pau)"). Consisteix en 711 gazals, 6 tarjibands, 3 masnaví, 9 mustazads, 5 mukhamma, 603 rubaís i 3 guità. L'aspecte més interessant n'és que en aquest exemplar hi ha uns versos que no es troben en altres divans del poeta.
Si bé en altres fonts no es presenta cap mukhamma del poeta, ací podem veure els seus 5 mukhamma. Per això és possible que aquests poemes pertanguen als hurufis i amb la finalitat de propagar l'hurufisme utilitzaren el prestigi de Nasimi.

## Memòria
- Després de la independència de la República de l'Azerbaidjan, l'Institut de Lingüística de l'Acadèmia Nacional de Ciències de l'Azerbaidjan duu el nom de Nasimi.
- El 15 de novembre de 2018 el president de l'Azerbaidjan signa un decret per celebrar el 650é aniversari d'Imadeddin Nasimi el proper any.[6]
- El 19 de novembre de 2018 en l'Institut Estatal de Relacions Internacionals de Moscou s'inaugura un bust de Nasimi.[7]
- Рer la declaració del president de la República de l'Azerbaidjan, Ilham Aliyev, el 2019 fou proclamat l'"Any de Nasimi" a l'Azerbaidjan.[8][9]

## Poemes interpretats
- Rasim Balayev - "Hardasan"
- Rasim Balayev o altres - "Mende sıghar iki jahan"
- Nuraddin Mehdikhanlı - " Mende sıghar iki jahan"

## Obres de música inspirades en els seus poemes
- Cançó dels dervixos de la pel·lícula de “Nasimi” - "İsteme" - música: Tofig Guliyev
- Cançó dels dervixos de la pel·lícula de “Nasimi” - "Gafil oyan” - música: Tofig Guliyev
- Zeynab Khanlarova - Neynedi
- Kamala Nabiyeva – Gatar tesnifi (Konlumun viranesinde genji-punhan bulmusham)

## Composicions musicals dedicades a Nasimi
- Epopeia de Nasimi – ballet de Fikrat Amirov

## Filmografia
- "Nasimi" (pel·lícula, 1971)
- "Nasimi" (pel·lícula, 1973)
- "İmadaddin Nasimi" (pel·lícula, 1973)
- "Mende sıghar iki jahan..." (pel·lícula, 1973)